# Spannungsgegenkopplung
Bei der Spannungsgegenkopplung handelt es sich um ein Schaltungskonzept im Bereich der Transistorgrundschaltungen. Sie wird eingesetzt, um solche Schaltungen hinsichtlich ihres Arbeitspunktes zu stabilisieren. 
Die Spannungsgegenkopplung verkleinert die Spannungsverstärkung in der Emitterschaltung und ihren zugehörigen Eingangswiderstand. Des Weiteren vermindert die Spannungsgegenkopplung Signalverzerrungen, weil der Einfluss der Transistorengrößen und damit auch ihrer Nichtlinearitäten und Streuungen verringert wird.
Neben der Spannungsgegenkopplung kommt die Stromgegenkopplung zum Einsatz.